# 高島英也
髙島 英也（たかしま ひでや、1959年11月20日 - ）は、日本の実業家。学校法人酪農学園理事長（2023年7月 - ）。元・サッポロビール株式会社代表取締役社長（2017年1月～2021年3月）、元・ビール酒造組合会長、元・全国公正取引協議会連合会副会長。元・北海道経済連合会副会長。

## 来歴
1959年11月20日、福島県伊達郡保原町（現：伊達市）に生まれる。福島県立福島高等学校を経て、東北大学農学部卒業後、1982年にサッポロビール入社。1997年から2001年まで大阪工場製造部長を務めるなど、主に醸造部門に携わった。2007年3月に仙台工場長に就任。2009年3月より取締役兼執行役員。2012年9月には常務執行役員北海道本部長に就任した。2014年6月北海道経済連合会副会長に就任。2015年3月にポッカサッポロフード&ビバレッジ取締役専務執行役員・ポッカサッポロ北海道取締役会長・サッポログループ物流・磐田ポッカ食品取締役。2016年9月より宮坂醸造取締役。2017年1月1日付で尾賀真城に代わりサッポロビール代表取締役社長およびサッポロホールディングスグループ執行役員に就任した。2018年6月全国公正取引協議会連合会副会長。2018年8月1日からは、布施孝之（キリンビール代表取締役社長）に代わりビール酒造組合会長代表理事を務めた。2021年3月にサッポロビール株式会社代表取締役社長を退き、2023年3月にはサッポロホールディングスの顧問も退く。2023年7月に学校法人酪農学園の理事長に就任。

## 人物
大学時代はラグビー部に所属。大学の同級生で同郷出身の女性とは、共通の知人を介して交際し、結婚した。サッポロ生ビール黒ラベルを好み、北海道本部長時代には黒ラベルデザインのTシャツを着て通勤したこともある。北海道勤務当時の一時期は、在札幌ドイツ名誉領事を務めていた。趣味は燻製作り。